# Мали Грабичани
Мали Грабичани су насељено место у саставу општине Соколовац у Копривничко-крижевачкој жупанији, Хрватска. До територијалне реорганизације у Хрватској налазили су се у саставу старе општине Копривница.

## Становништво
На попису становништва 2011. године, Мали Грабичани су имали 193 становника.

## Попис1991.
На попису становништва 1991. године, насељено место Мали Грабичани је имало 209 становника, следећег националног састава:
| Попис 1991.‍  | Попис 1991.‍  | Попис 1991.‍ | Попис 1991.‍ | Попис 1991.‍ |
| ------------ | ------------ | ----------- | ----------- | ----------- |
|              |              |             |             |             |
| Хрвати       | Хрвати       |             | 133         | 63,63%      |
| Срби         | Срби         |             | 52          | 24,88%      |
| Југословени  | Југословени  |             | 16          | 7,65%       |
| Словенци     | Словенци     |             | 3           | 1,43%       |
| неопредељени | неопредељени |             | 3           | 1,43%       |
| непознато    | непознато    |             | 2           | 0,95%       |
| укупно: 209  |              |             |             |             |